# Каролев (Плоцький повіт)
Каролев (пол. Karolew) — село в Польщі, у гміні Гомбін Плоцького повіту Мазовецького воєводства.
Населення — 111 осіб (2011).
У 1975-1998 роках село належало до Плоцького воєводства.

## Демографія
Демографічна структура станом на 31 березня 2011 року:
|          | Загалом | Допрацездатний вік | Працездатний вік | Постпрацездатний вік |
| -------- | ------- | ------------------ | ---------------- | -------------------- |
| Чоловіки | 58      | 9                  | 41               | 8                    |
| Жінки    | 53      | 10                 | 27               | 16                   |
| Разом    | 111     | 19                 | 68               | 24                   |